# أليس ماري باري
أليس ماري باري (بالإنجليزية: Alice Mary Barry)‏ (من مواليد 8 أبريل 1880 - تُوفيت 2 يوليو 1955) وهي أول طبيبة يتم ترشيحها لمنحة زمالة RCPI.

## حياتها وعملها
ولدت باري في كورك لريتشارد باري وماري ماهوني. حصلت على رخصتها الطبية في عام 1906 من الكلية الملكية للأطباء في أيرلندا. كانت إقامتها في مستشفى ماتر في دبلن. حصلت على دبلوم في الصحة العامة في عام 1905. وباعتبارها واحدة من أوائل النساء في الطب، كانت باري عضوة نشطة للجمعية النسائية الصحية الوطنية التي بدأت في عام 1908. وأصبحت باري مسؤولة طبيًا في دبلن من خلال الجمعية 1912-1929.
كانت باري أحد مؤسسي مستشفى سانت ألتان للأطفال التي افتتحت لأول مرة عام 1919 في دبلن. كانت واحدة من الذين جمعوا التبرعات للمستشفى. عملت باري مع مختلف المجالس الحكومية المنشأة حول الصحة العامة والخدمات الطبية في أيرلندا.
عملت بارى في كورك باري في كيلبريتين كمساعدة طبية في منطقة المستوصف. كانت من المؤيدين للحركة الجمهورية وكانت معروفة بأنها تساعد في توفير المأوى لملجأ الجمهوريين خلال حرب الاستقلال.
بدأت باري في وقت لاحق بالتركيز على مرض السل وكانت تعمل في مصحة في روسكلاري ثم في مقاطعة فيرماناغ ثم في نيوكاسل، دبلن، حيث طورت علاجات ورعاية للأطفال الذين أرسلوا إلى هناك. شاركت في تأسيس شركة Peamount Industries.

## زمالة RCPI
كانت باري عضوة في RCPI من عام 1911 وكانت أول امرأة ترشح للحصول على تلك الزمالة لعام 1914. ومع ذلك تم سحب ترشيحها عندما قصر قرار من الكلية بأن تكون الجائزة للرجال. أدى ذلك إلى مراجعة من الكلية لتحديث القواعد التي سمحت بعد ذلك للنساء بالحصول على تلك الزمالة، ولكن الأمر استغرق حتى عام 1930 ليتم انتخاب باري.

## وفاتها
استقالت باري من عملها بسبب مرضها وذلك في عام 1946 لكنها استمرت في تكريس وقتها إلى سانت ألتان. توفيت في 2 يوليو 1955 في دبلن ودفنت في غلاسنيفين.